# Église Saint-Pierre de Petit-Palais-et-Cornemps
Pour les articles homonymes, voir Église Saint-Pierre.
L'église Saint-Pierre est une église catholique située à Petit-Palais-et-Cornemps, en France.

## Localisation
L'église est située dans le département français de la Gironde, sur la commune de Petit-Palais-et-Cornemps.

## Historique
L'église Saint-Pierre a été construite au XIIIe siècle et remaniée au cours du XVIe siècle. Pendant les Guerres de religion l'église fut assiégée et en partie renversée par le vicomte de Turenne après la bataille de Coutras, le 20 octobre 1587. Lors des réparations une partie de l'église était voûtée. Quelques autres restaurations ont eu lieu pendant le XIXe siècle.

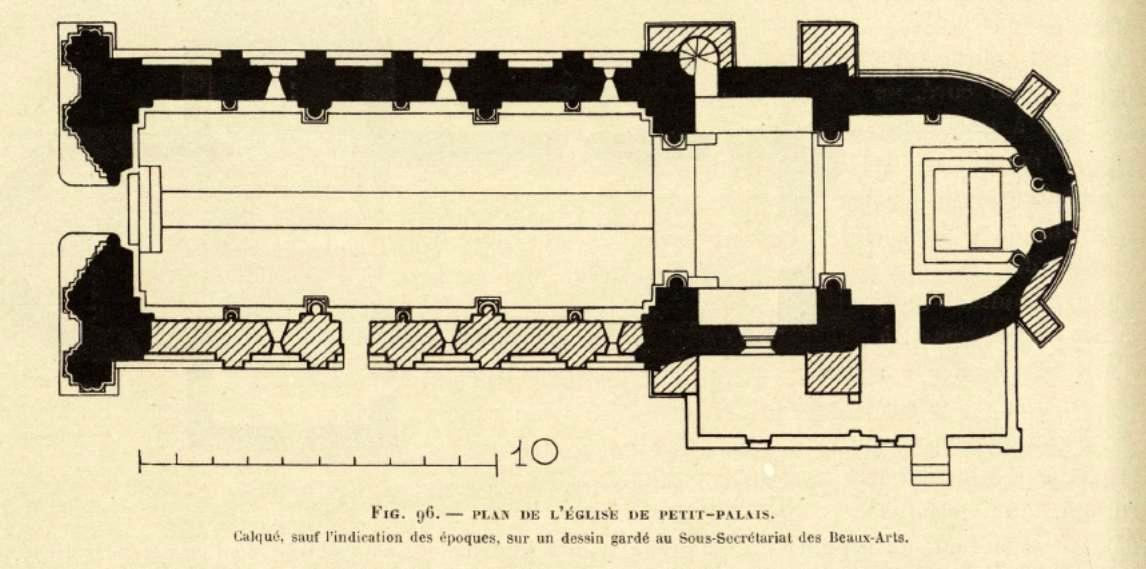
Plan de l'église

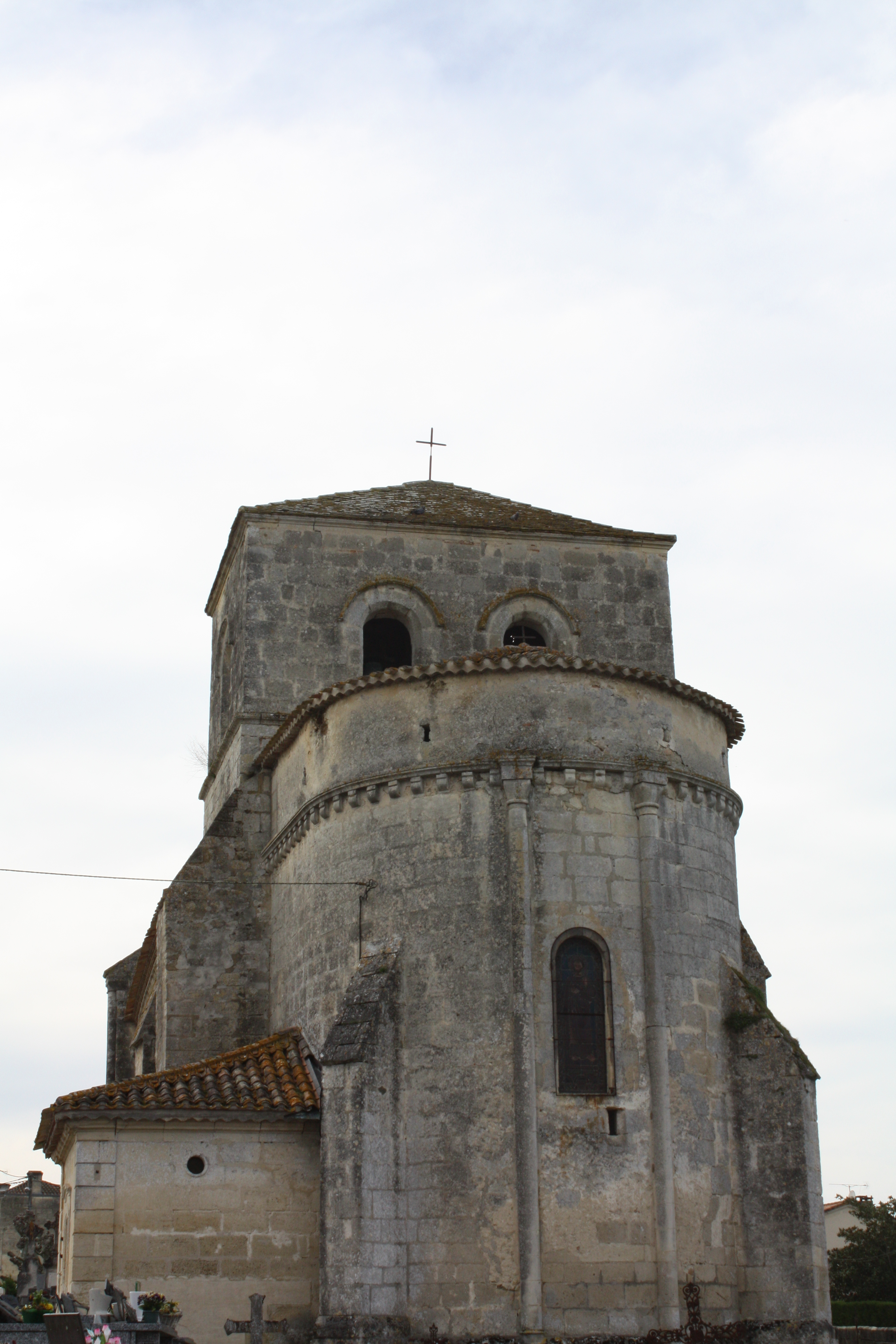

En plan, l'église de Petit-Palais a une abside précédée d'un chœur, un avant-chœur portant clocher et une nef. L'abside et le chœur ont été, après coup, voûtés d'ogives et étayés de deux vigoureux contreforts. L'avant-chœur est couvert d'une voûte analogue, qui se raccorde assez mal avec les puissants supports plantés aux angles; il faut noter au Nord, dans cette travée, une porte à mi-hauteur, s'ouvrant sur un escalier qui conduit au clocher.
La nef est divisée en trois travées par des groupes de supports formés d'un pilastre sur lequel ressort une colonne engagée; ces colonnes, surmontées, au Nord, de beaux chapiteaux, étaient destinées à recevoir la retombée des doubleaux romans. Chaque travée est, de chaque côté, subdivisée en deux par une colonne intermédiaire montée sur un bahut et qui porte deux arcades brisées, dont l'extrados est bordé d'une archivolte. Le flanc Nord de l'église est de
moyen appareil et armé de contreforts à ressauts qui répondent, les uns aux supports des pilastres, les autres aux colonnes engagées de l'arcature.
Le pourtour de l'abside a été remanié; les corbeaux de la corniche ne scandalisent plus personne ils sont sans ornement, aussi bien que les corbeaux dont on a couronné, au XIXe siècle, les murs de flanc. Une partie de la corniche, au Nord-Ouest et au Sud-Ouest, est ancienne, corbeaux compris.
L’église du XIIIe siècle comporte des voûtes d’ogives. Emblématiques de l’architecture gothique, elles sont réalisées au XVIe siècle. Elles ont été restaurées en 1844.
Au XVIIe siècle, la nef était lambrissée. En 1844, comme on venait de restaurer la façade, Paul Courau dressa un devis pour tourner une voûte sous la charpente apparente, qui laissait passer le vent et le froid. Le mur Sud de la nef avait été refait en maçonnerie négligée et Courau prévoyait le renforcement du mur méridional par des contreforts à l'extérieur, par une arcature à l'intérieur, l'exhaussement des murs gouttereaux et la réfection de la charpente. L'église a été naguère mise en état par les soins de M. Rapine.
La façade occidentale
De sa construction du XIIIe siècle, l’église conserve sa façade angoumoise, à arcatures polylobées et chapiteaux sculptés inspirés de l’art antique. Les portes feintes sur les côtés donnent à croire que l’église possède des bas-côtés, alors que son plan se compose d’une simple nef.

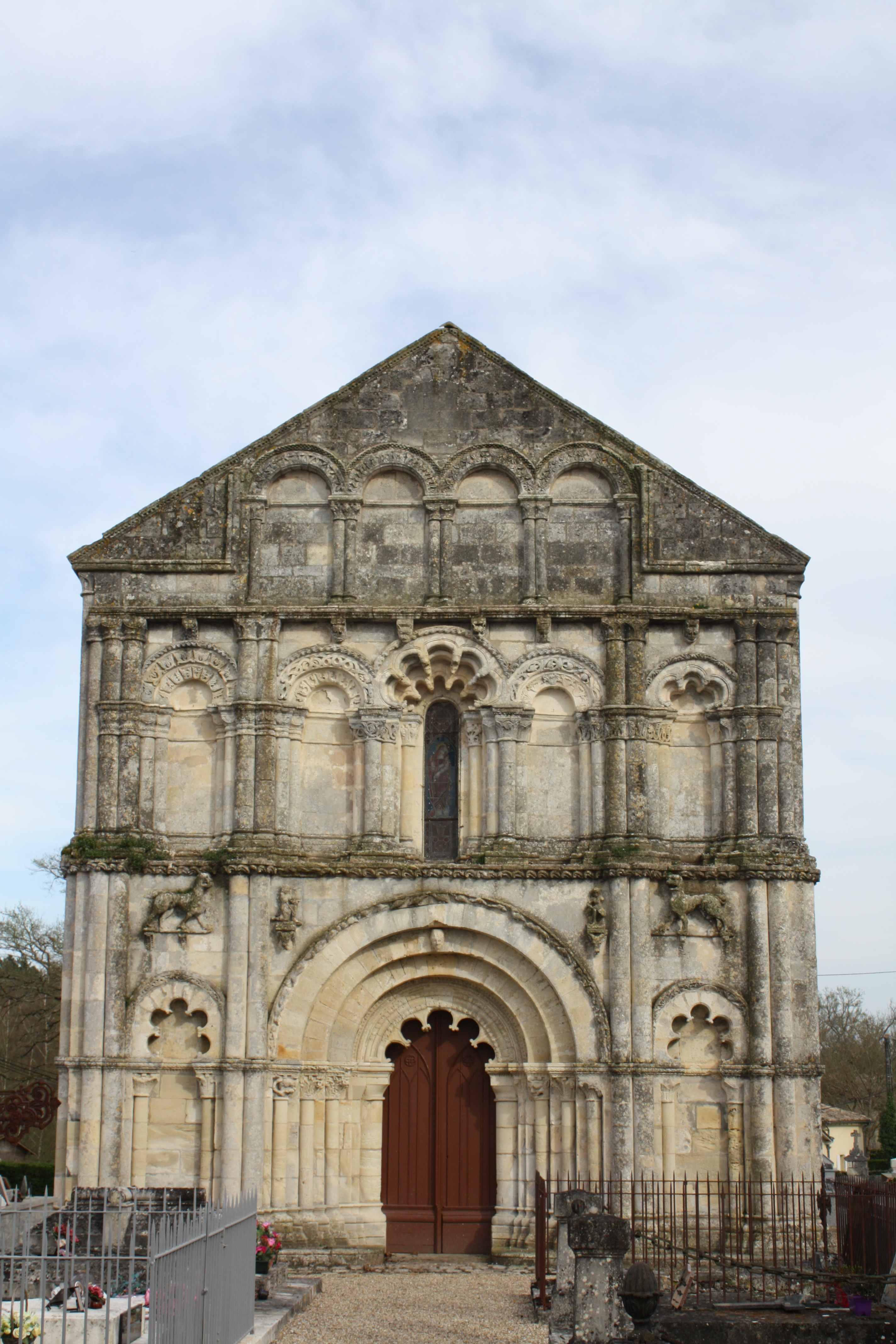

La façade se compose de trois niveaux :
- Au rez-de-chaussée s'ouvre le portail encadré de deux arcades aveugles séparées du portail par deux colonnettes. Sur ces colonnettes reposent deux colonnes plus longues montant jusqu'au bandeau de séparation. Deux groupes de colonnes disposées de la même manière marquent les angles de la façade.

Le portail se compose de cinq arcades en retrait, en plein cintre porté sur des colonnettes. Le cintre de la porte est quinquelobé. Les lobes se terminent par un fleuron. L'archivolte d'extrados de la porte montre aux naissances deux petits personnages, puis une file de chiens, de lièvres et d'oiseaux pareils à ceux de Saint-Christophe-des-Bardes.
Les arcades latérales, composées chacune de deux arcades en retrait, ont leur cintre intérieur pareil à celui de la porte d'entrée.
Les chapiteaux des archivoltes sont sculptés.
- Le niveau central est orné de cinq arcades composées chacune de deux arcades en retrait. Le pignon est supporté par quatre chapiteaux doubles et par six modillons figurés, qui portent tous des têtes démoniaques.
- Le dernier niveau est occupé par le fronton qui couronne l'édifice. Il renferme quatre arcades à plein cintre. En haut, sur les côtés du pignon, est une vigoureuse moulure, qui, partie des angles, s'avance horizontalement vers le centre, puis ressaute vers le ciel. Il y a là un souvenir de l'époque pré-romane, où, sur le fond des gables, des moulures analogues dessinaient de grandes figures géométriques.

Un ensemble aussi franchement structuré semble annoncer une nef flanquée de collatéraux, en fait il précède une nef unique, le mur du pignon déborde largement de part et d'autre des murs gouttereaux, nous touchons ici à l'artifice.
Sur les tympans du portail se remarquent deux consoles, une de chaque côté. Celle de droite, terminée par une tête de taureau, porte une statue masculine, un homme qui retire une épine de son pied. À gauche, la console, terminée par une tête de bélier, supporte une statue de femme agenouillée, qui semble tenir un épée dans sa main droite.
- L'homme qui a une épine de son pied est une représentation fréquente parmi les modillons. Il semble que l'origine du symbole soit saint Paul (Deuxième épître aux Corinthiens chapitre 12 v. 7-9) : « Mais de peur que je ne m'élevasse à cause de l'excellence des révélations, il m'a été mis une écharde en la chair, un ange de Satan pour me souffleter, afin que je ne m'élevasse point. C'est pourquoi j'ai prié trois fois le Seigneur, de faire que cet ange de Satan se retirât de moi. » La forme de la statue était inspirée par des statues romanes, en bronze ou en marbre, le Tireur d'épine, très connues à l'époque. La moralité était que le pécheur peut et doit extirper le Mal qui est en lui.
- Le sens symbolique à donner à la femme agenouillée n'est pas évident. Avec les modillons de la corniche de la première étage, chaque autre sculpture figurée évoque le péché, qui était usuel dans les églises romanes avec sculptures.

Au-dessus de chaque arcade latérale se trouve un bas-relief très saillant, représentant un lion en marche. Les lions ne sont pas des 'lions héraldiques', fiers et tonitruants, mais des lions avec leur queue rentrée sous leurs cuisses, puis redressée sortant par le flanc, une signe de honte, de soumission et du péché.
La façade ne comprend pas, comme à l'abbaye de Blasimon, un beau morceau de statuaire, sur lequel se concentre l'intérêt; la décoration est faite de mille détails dispersés un peu partout : des tores en amande couverts de dents de-loup, des postes, des arcs polylobés, des archivoltes sculptées, des chapiteaux de type multiple mais non historiés. 

L'intérieur
Les chapiteaux sculptés sont typiquement des 'têtes gothiques' ou végétal. On trouve également des vestiges de peinture murale, essentiellement des draperies.

L'intérieur de l'église
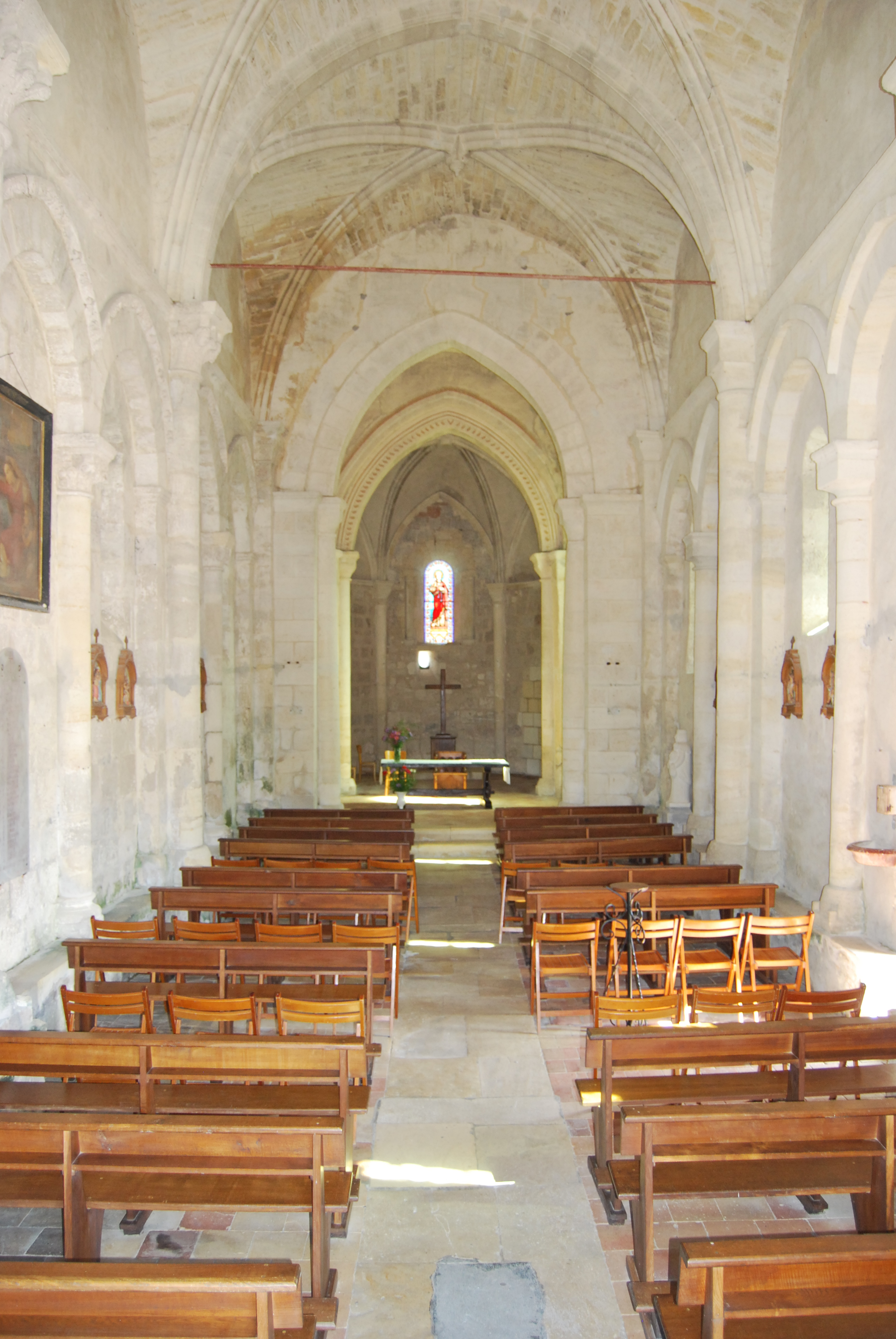
La nef vers l'est
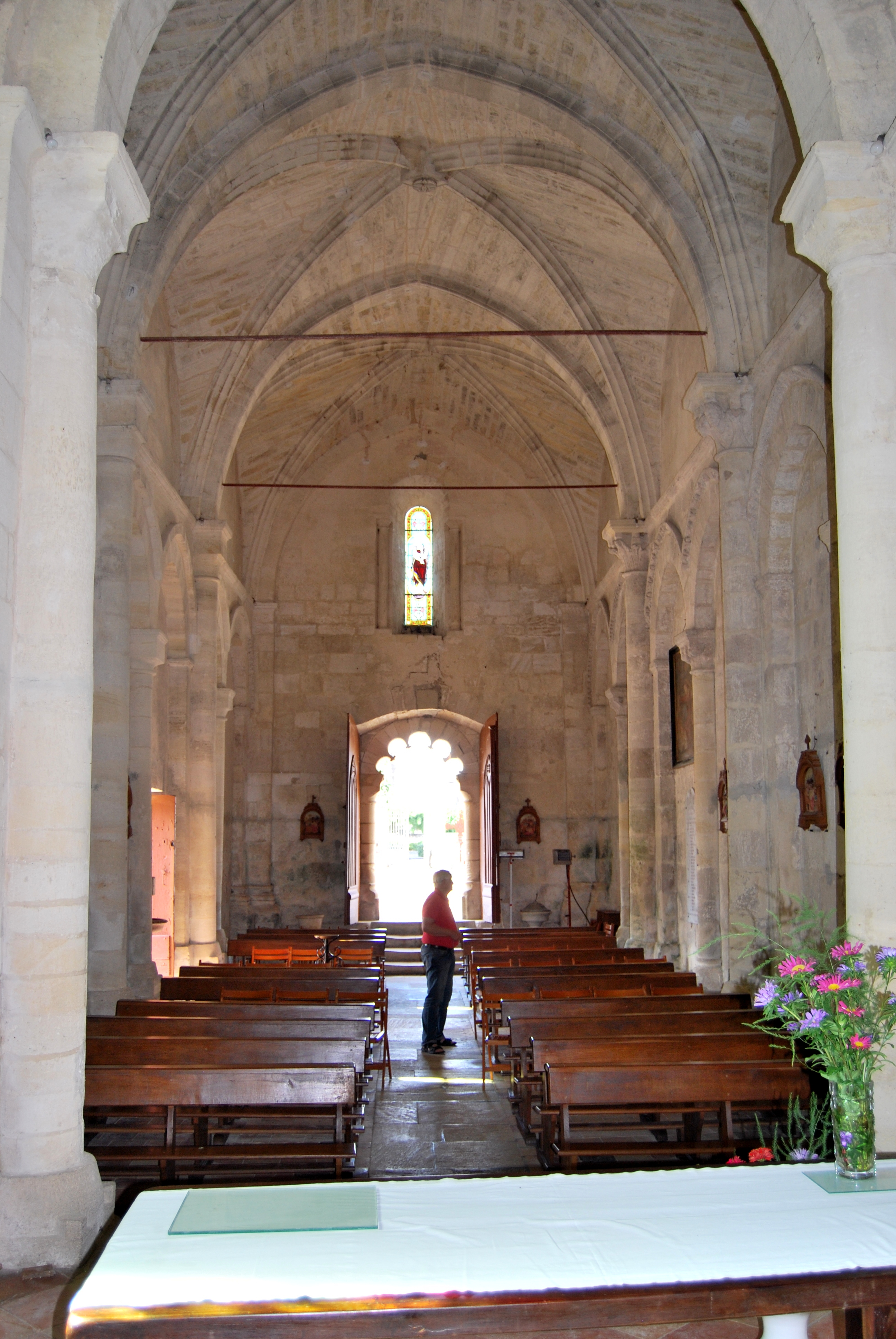
La nef vers l'ouest
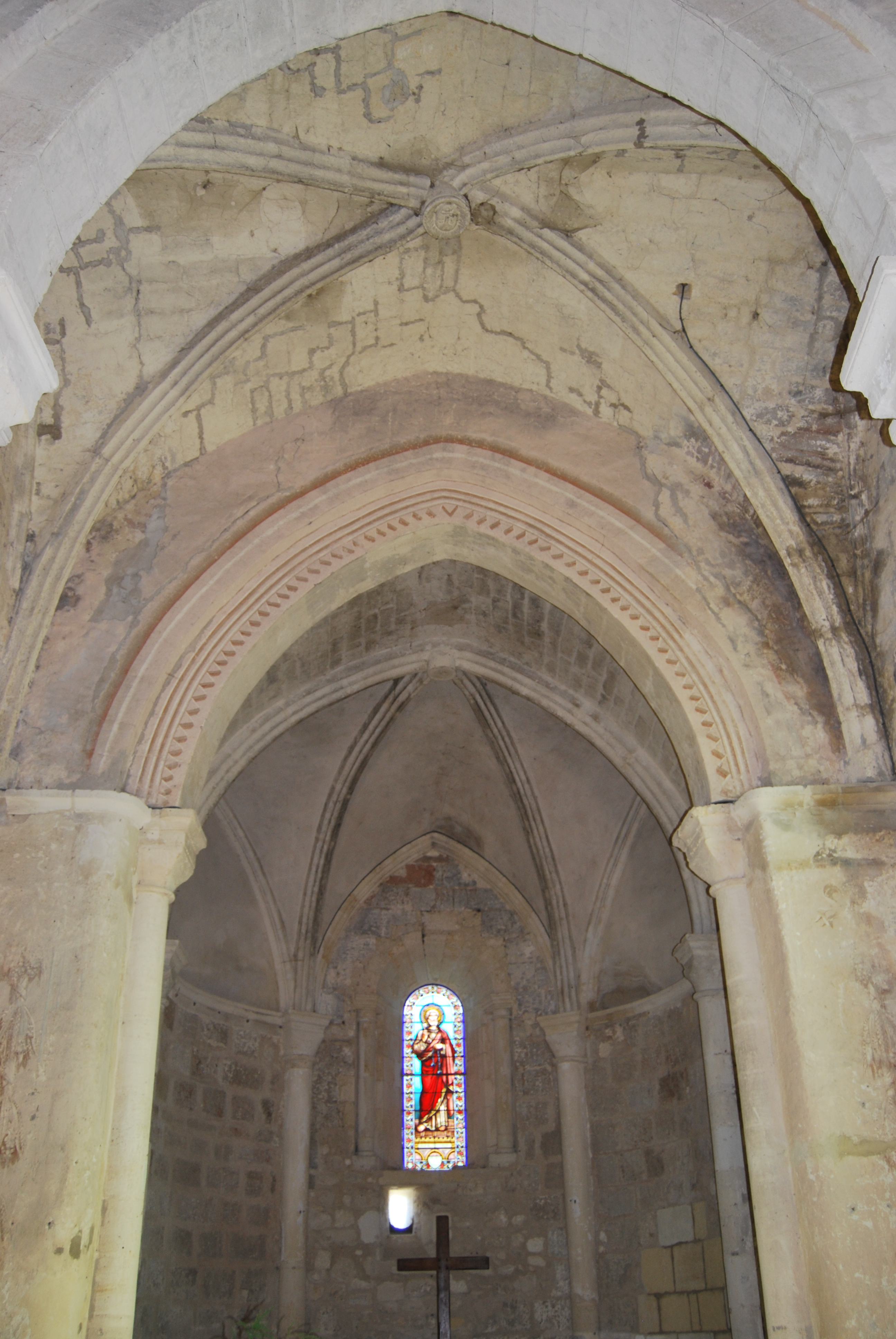
La voûte gothique
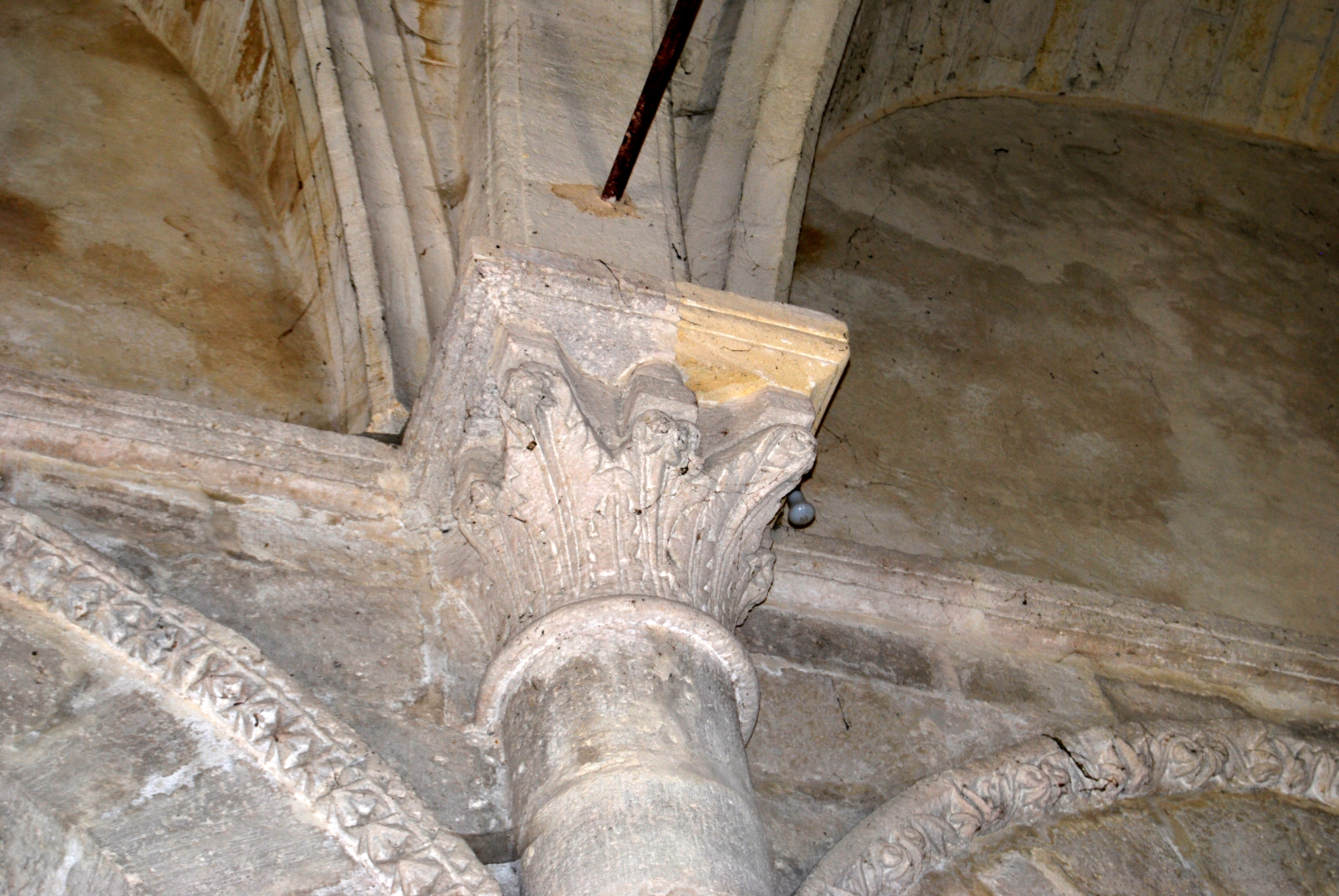
Décor végétal
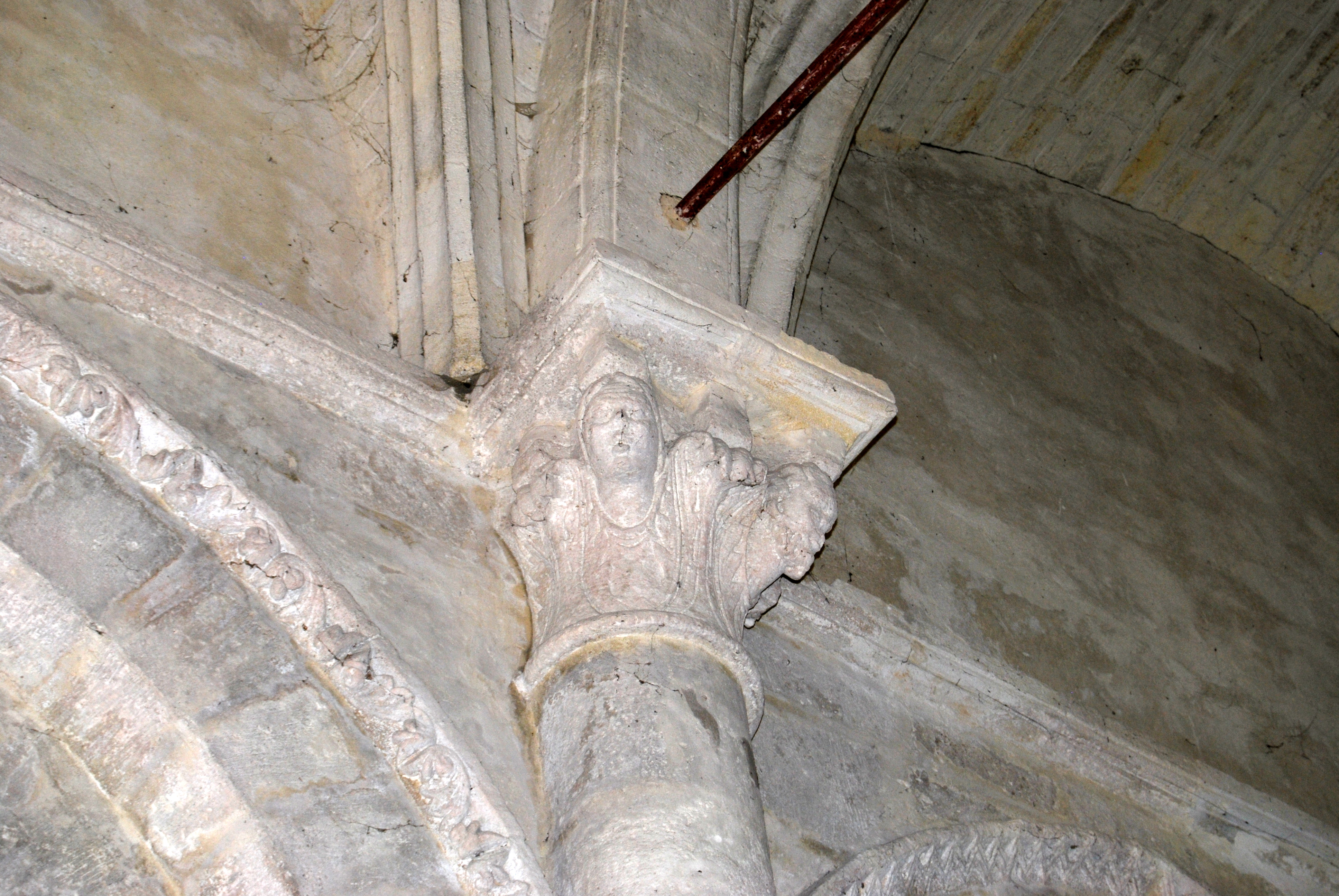
Des 'têtes gothiques'
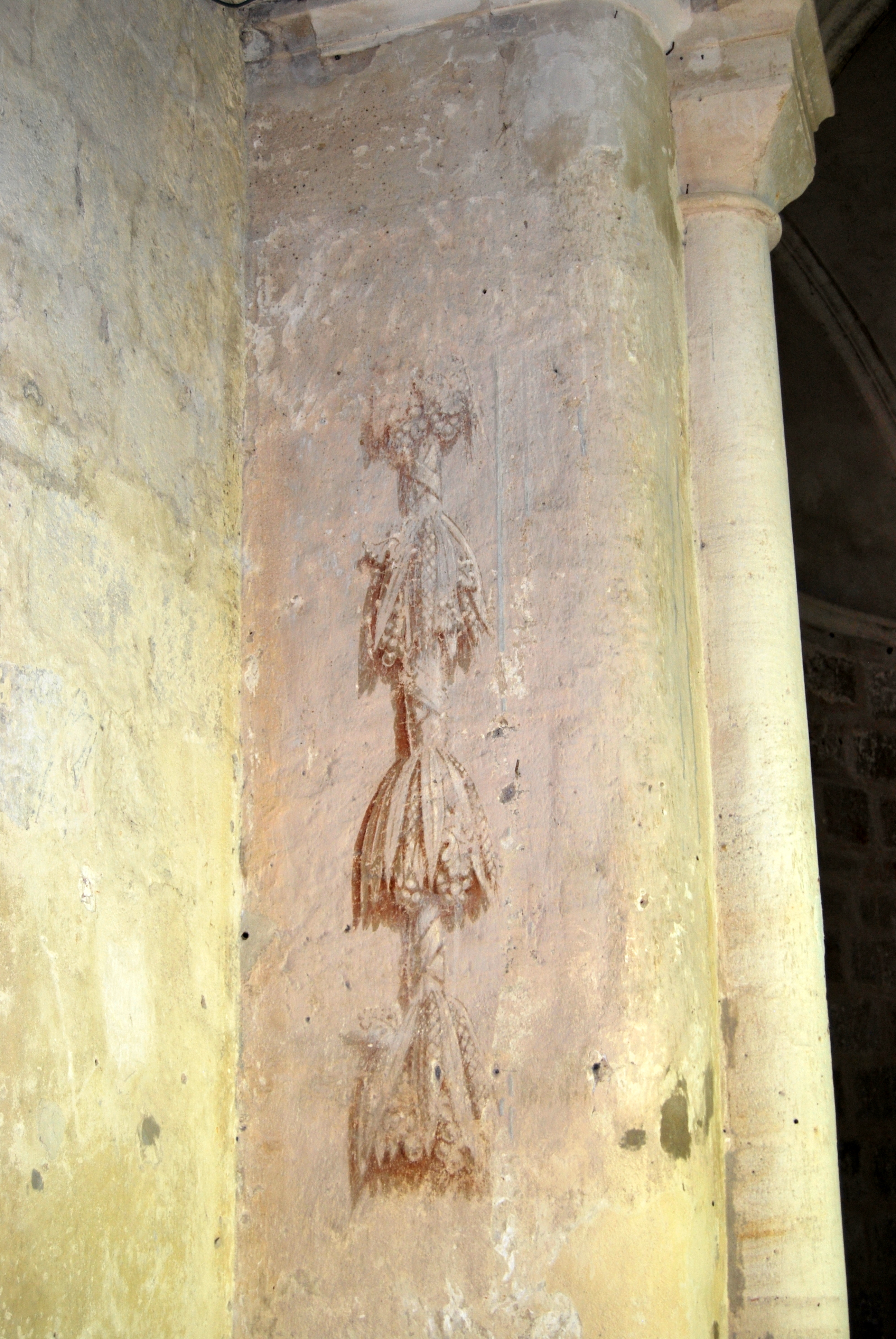
Fragment de peinture

L'édifice est classé au titre des monuments historiques en 1846.